# Crosslake
Crosslake is een plaats (city) in de Amerikaanse staat Minnesota, en valt bestuurlijk gezien onder Crow Wing County.

## Demografie
Bij de volkstelling in 2000 werd het aantal inwoners vastgesteld op 1893.
In 2006 is het aantal inwoners door het United States Census Bureau geschat op 2065, een stijging van 172 (9.1%).

## Geografie
Volgens het United States Census Bureau beslaat de plaats een oppervlakte van
95,6 km², waarvan 66,4 km² land en 29,2 km² water.

## Plaatsen in de nabije omgeving
De onderstaande figuur toont nabijgelegen plaatsen in een straal van 20 km rond Crosslake.